# Amolops panhai
Espèce
Statut de conservation UICN

 LC  : Préoccupation mineure
Amolops panhai est une espèce d'amphibiens de la famille des Ranidae.

## Répartition

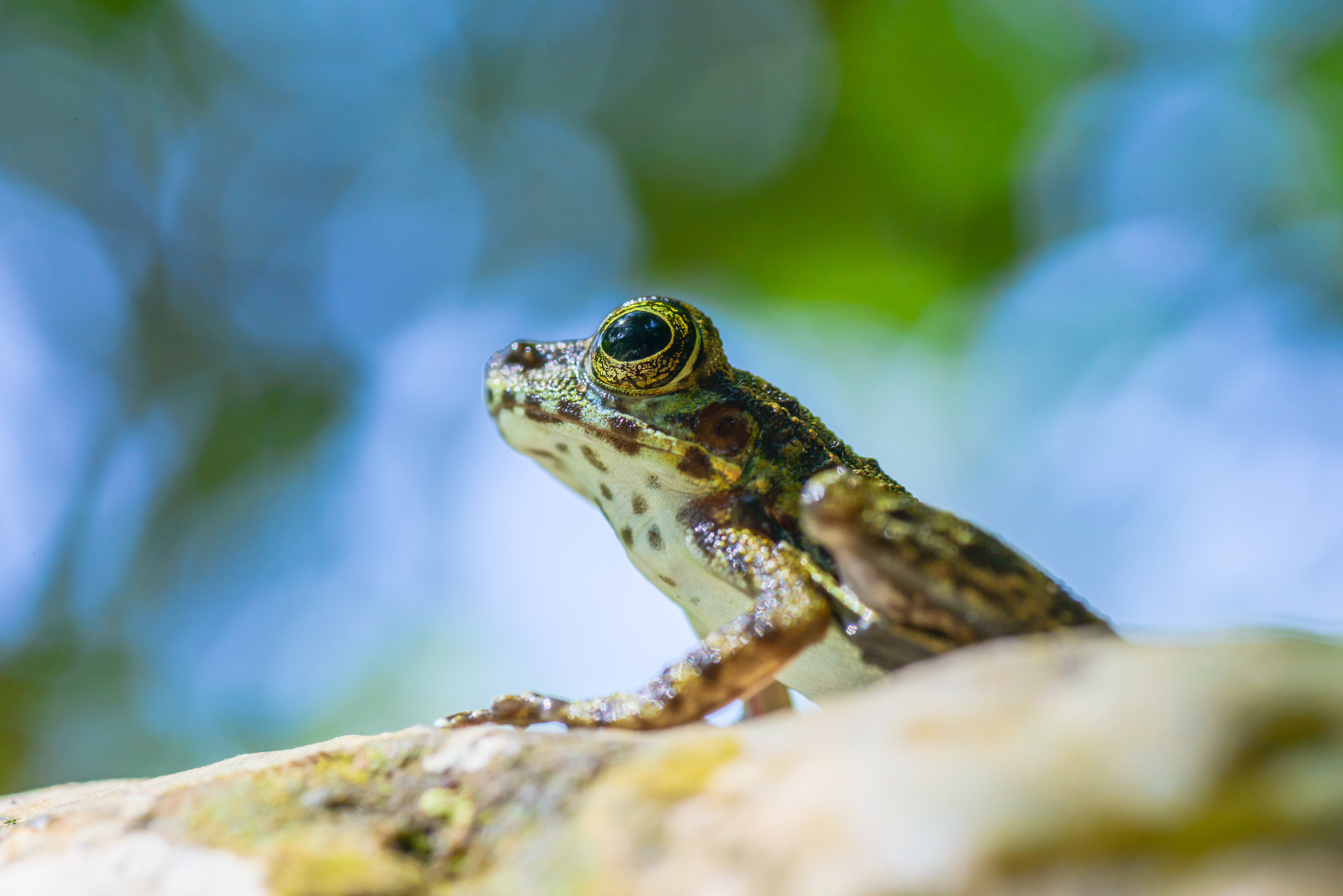
Parc national de Khao Sok, Thaïlande

Cette espèce est endémique du Sud de la Thaïlande. Elle se rencontre dans les provinces de Prachuap Khiri Khan, de Kanchanaburi et de Ranong. 
Sa présence en Birmanie est incertaine,.

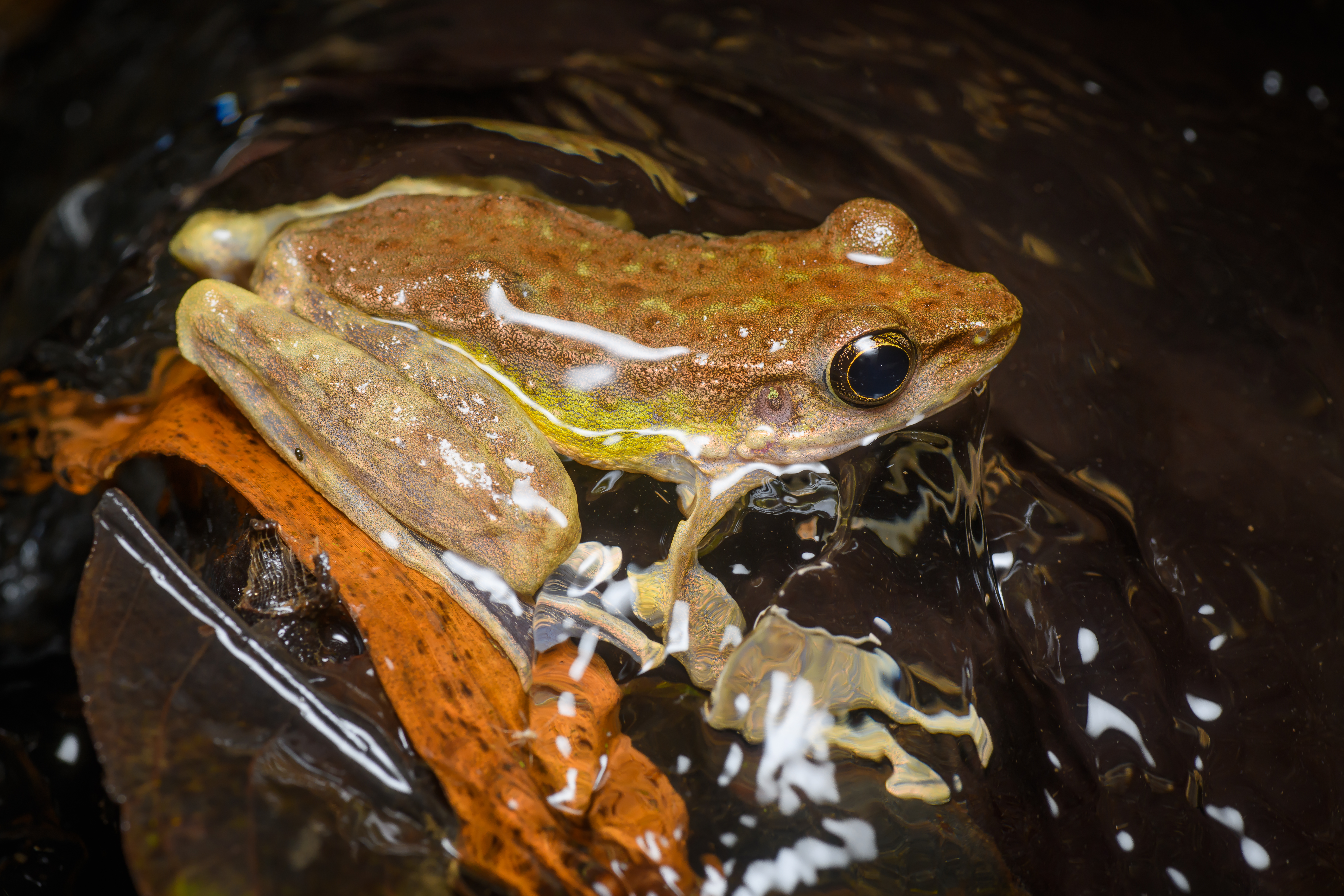
Amolops panhai dans le parc national de Kui Buri, Thaïlande. Mars 2019.

## Étymologie
Cette espèce est nommée en l'honneur de Somsak Panha.

## Publication originale
- Matsui & Nabhitabhata, 2006 : A new species of Amolops from Thailand (Amphibia, Anura, Ranidae). Zoological Science, Tokyo, vol. 23, p. 727-732.